# Lago Sardegnana

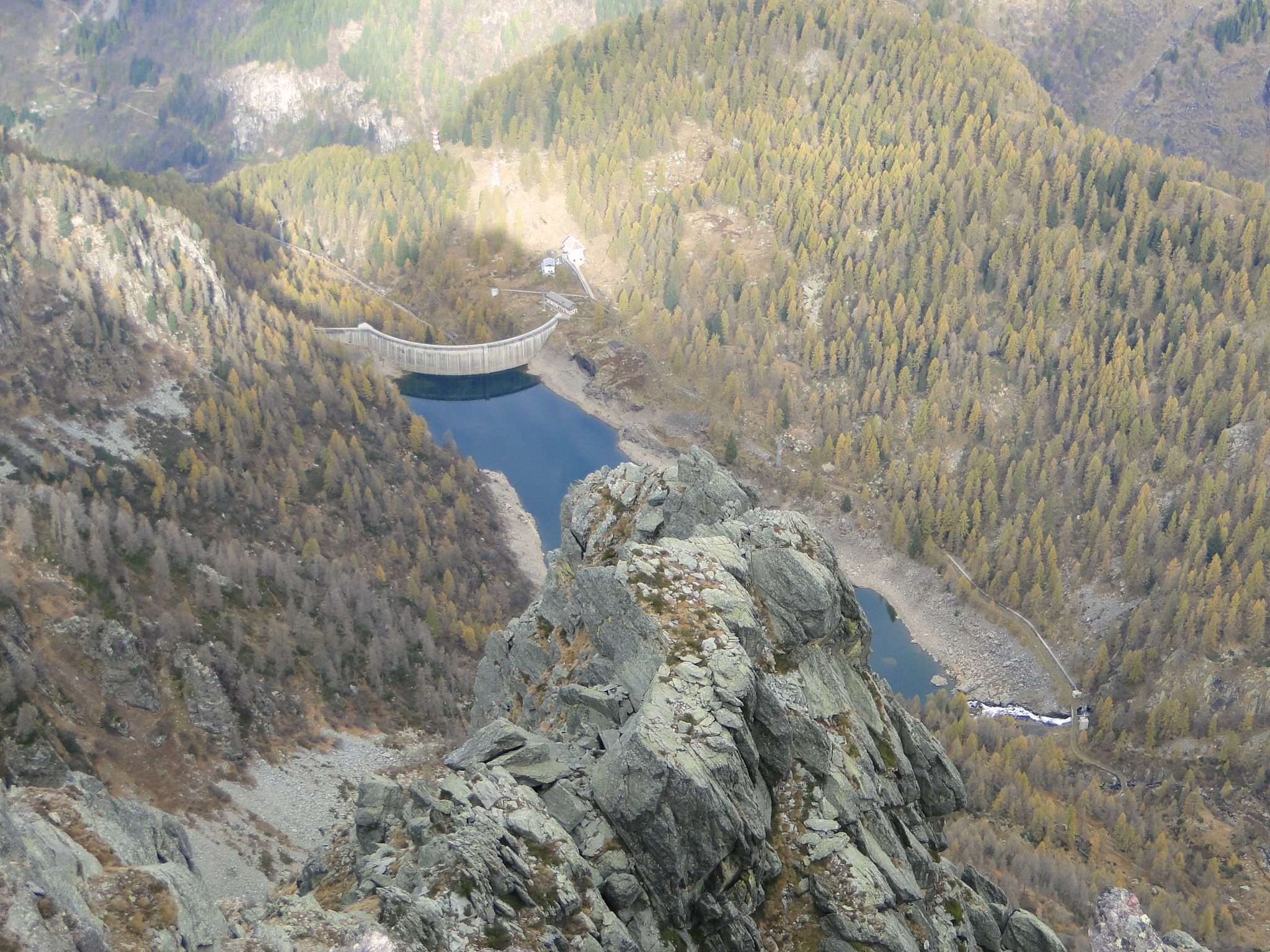
Il lago visto dal pizzo del Becco

Il Lago di Sardegnana è un bacino artificiale alpino situato nel comune di Carona (provincia di Bergamo), nelle Alpi Orobie, alla quota di 1738 m.
La via più breve per raggiungerlo segue un sentiero che sale ripido nel bosco dal paese di Carona, ma molti escursionisti lo raggiungono perché si trova lungo il Sentiero delle Orobie, nella tappa che va dal Rifugio Laghi Gemelli al Rifugio Fratelli Calvi.

Il lago è sormontato dal Pizzo del Becco e dai Corni di Sardegnana, mentre dalla sommità della diga si possono vedere i più lontani monti Secco e Pegherolo, nonché le piste del comprensorio sciistico Foppolo-Carona.

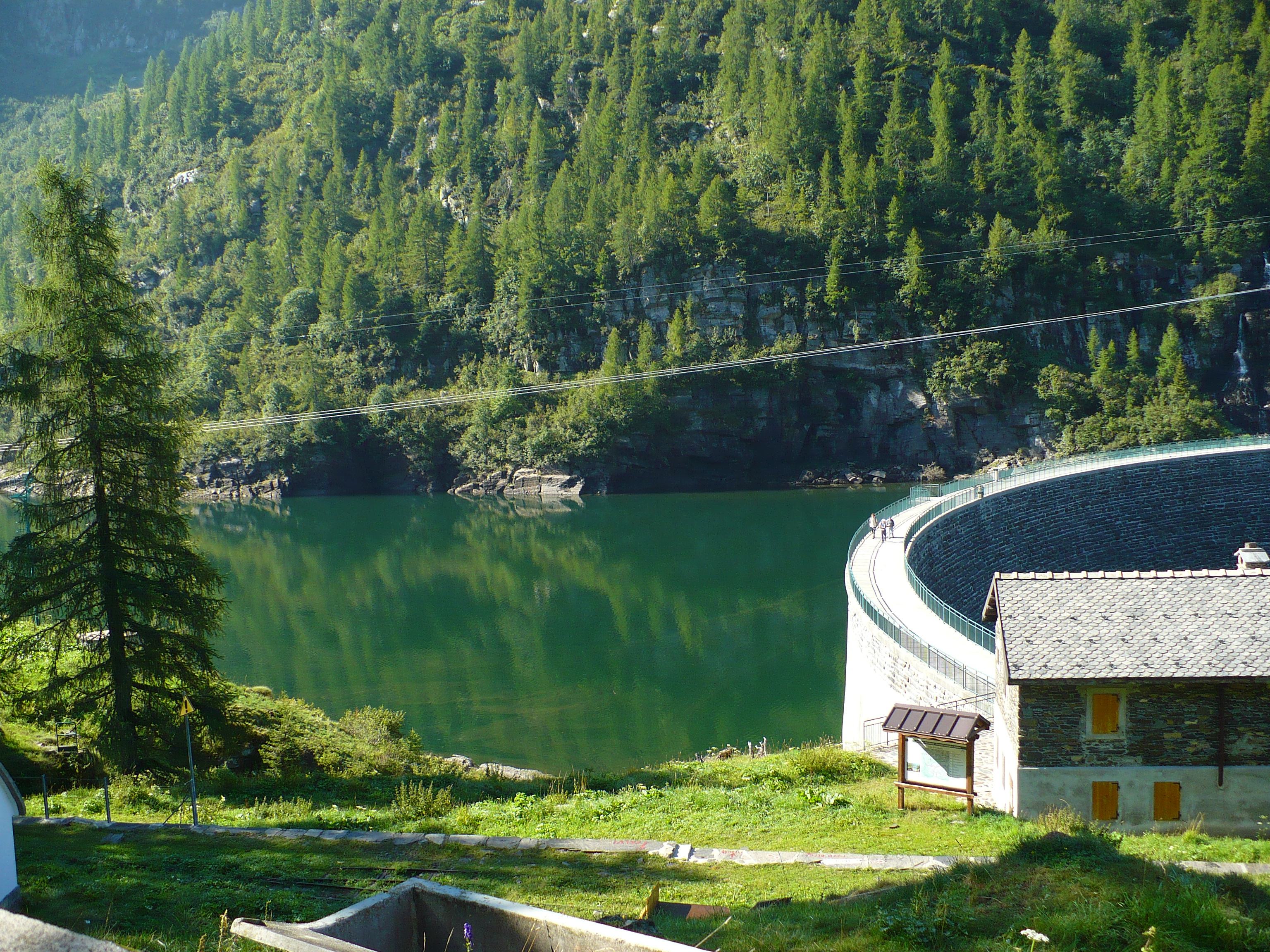
La diga ad arco del lago

Il bacino è idraulicamente importante poiché convoglia le acque di ben 8 bacini posti a quote più alte: il Lago Marcio, Lago del Becco, Lago Pian di Casere, Lago Colombo, Laghi Gemelli, Lago Fregabolgia, Lago del Diavolo e Lago dei Frati. È presente una piccola centrale che produce energia idroelettrica dalle acque dei Laghi Gemelli e Colombo. Una condotta forzata conduce poi l'acqua del Sardegnana alla centrale di Carona.